# 中華人民共和国国慶節

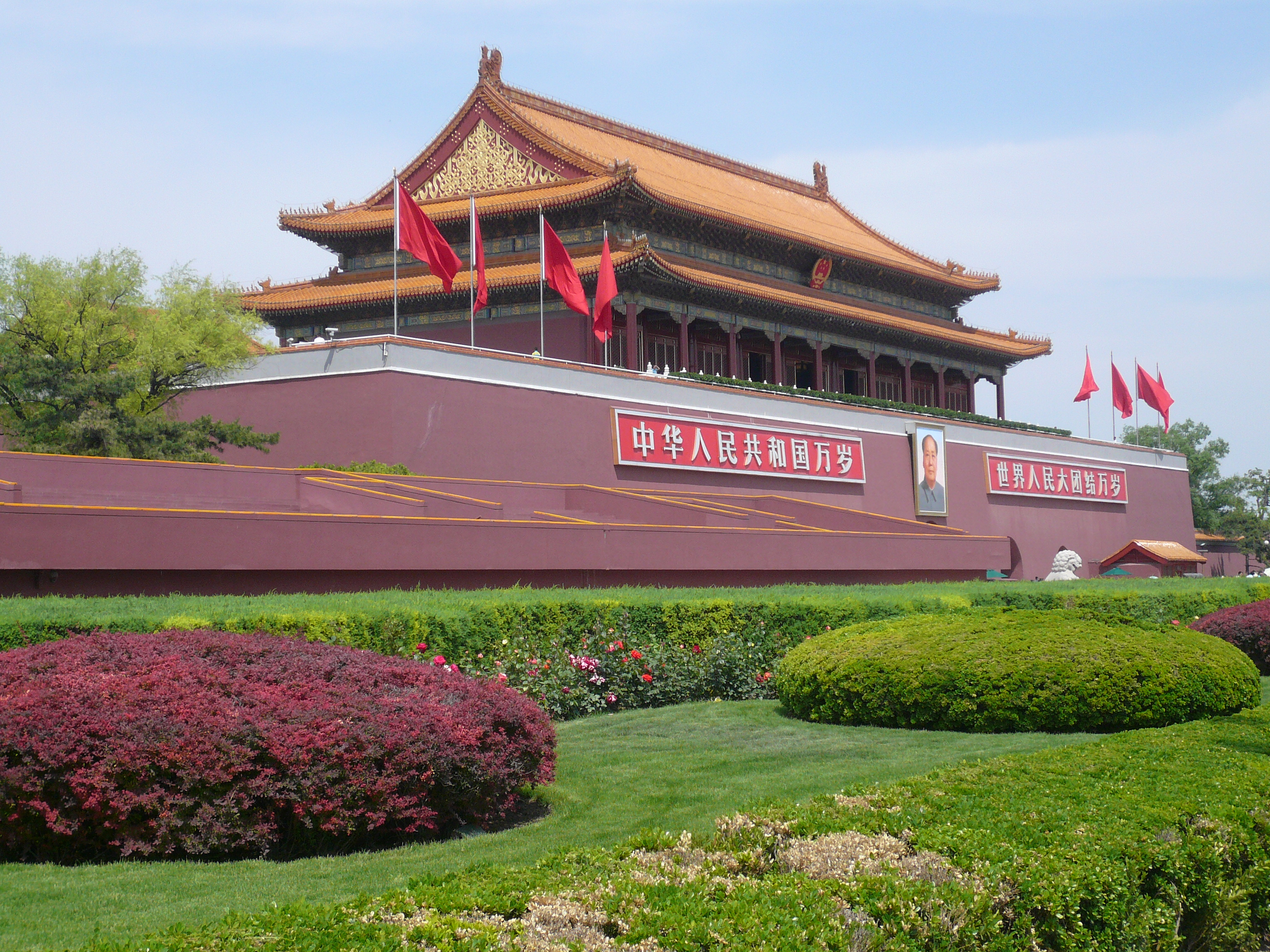
国慶節の記念式典が催される天安門前広場。天安門に掲げられる毛沢東の肖像画は、国慶節前日の9月30日に清掃される。

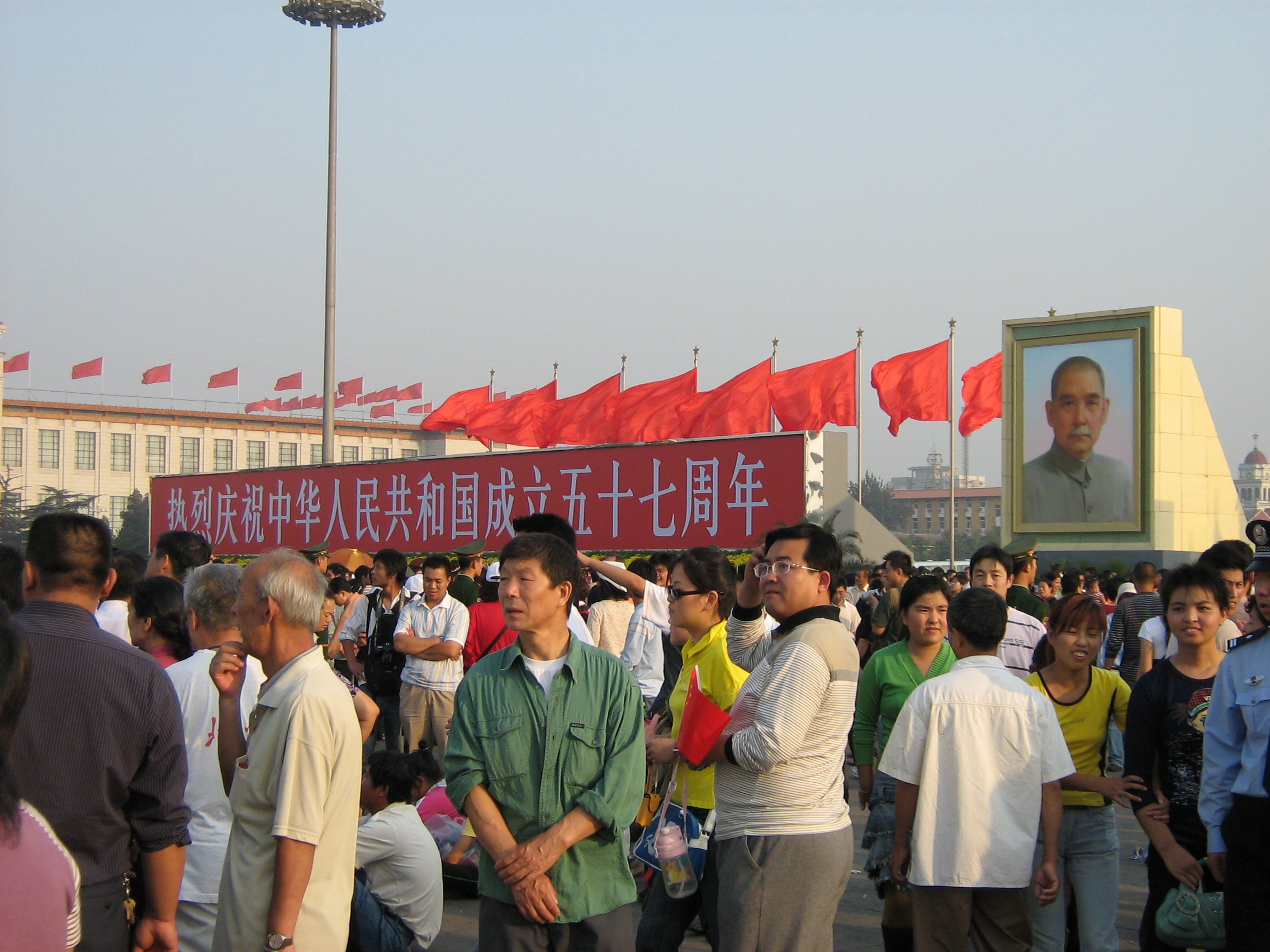
国慶節の天安門前広場

中華人民共和国国慶節（ちゅうかじんみんきょうわこくこっけいせつ、拼音: Zhōnghuá Rénmín Gònghéguó Guóqìng Jié）は、中華人民共和国の祝日の一つ。10月1日と定めている。
中華人民共和国における国慶節の制定は、1949年9月に中国人民政治協商会議において10月1日を国慶節と定めたことに由来する。これは、1949年10月1日に天安門広場にて中華人民共和国の建国式典（開国大典）が行われ、毛沢東共産党主席により中華人民共和国の成立が宣言されたことにちなむ。中華人民共和国では「十一（じゅういち、Shí-Yī、シィーイー）」と呼ばれ、この日をはさむ約1週間が大型連休となる。
この時期には中国人が一斉に国内外に旅行するシーズンとして知られ、日本でもインバウンド需要が高まるため注目されており、コロナ前の2018年には、訪日中国人観光客数が700万人に達したという。また、2017年には中秋節と重なり休暇が長期化したことで、中国国内の旅行者数が約7億人を記録した。

## 軍事パレード
中華人民共和国では、建国1周年（1950年）から10周年（1959年）まで毎年閲兵式（軍事パレード）が行われていたが、その後中断。以降は35周年（1984年）、50周年（1999年）、60周年（2009年）、70周年（2019年）にそれぞれ行われた。